# Kaiser Motors
Kaiser Motors (ранее — Kaiser-Frazer) — американская автомобилестроительная корпорация, существовавшая с 1945 по 1953 год и первоначально выпускавшая продукцию на заводе Уиллоу-Ран, штат Мичиган. В 1953 году Kaiser объединяется с Willys-Overland в Willys Motors Incorporated и перемещает выпуск продукции в Толидо, штат Огайо. 
Компания изменила своё название в 1963 году на Kaiser Jeep.

## История
Компания образовалась сразу после окончания Второй мировой войны в 1945 году, как совместное предприятие между компаниями Henry J. Kaiser Company и Graham-Paige Motors Corporation. Штаб-квартирой Kaiser Motors являлся завод Уиллоу-Ран. Основателями компании являлись американский промышленник немецкого происхождения Генри Дж. Кайзер и Джозеф В. Фрейзер, бывший председатель и совладелец автомобилестроительной компании Graham-Paige.

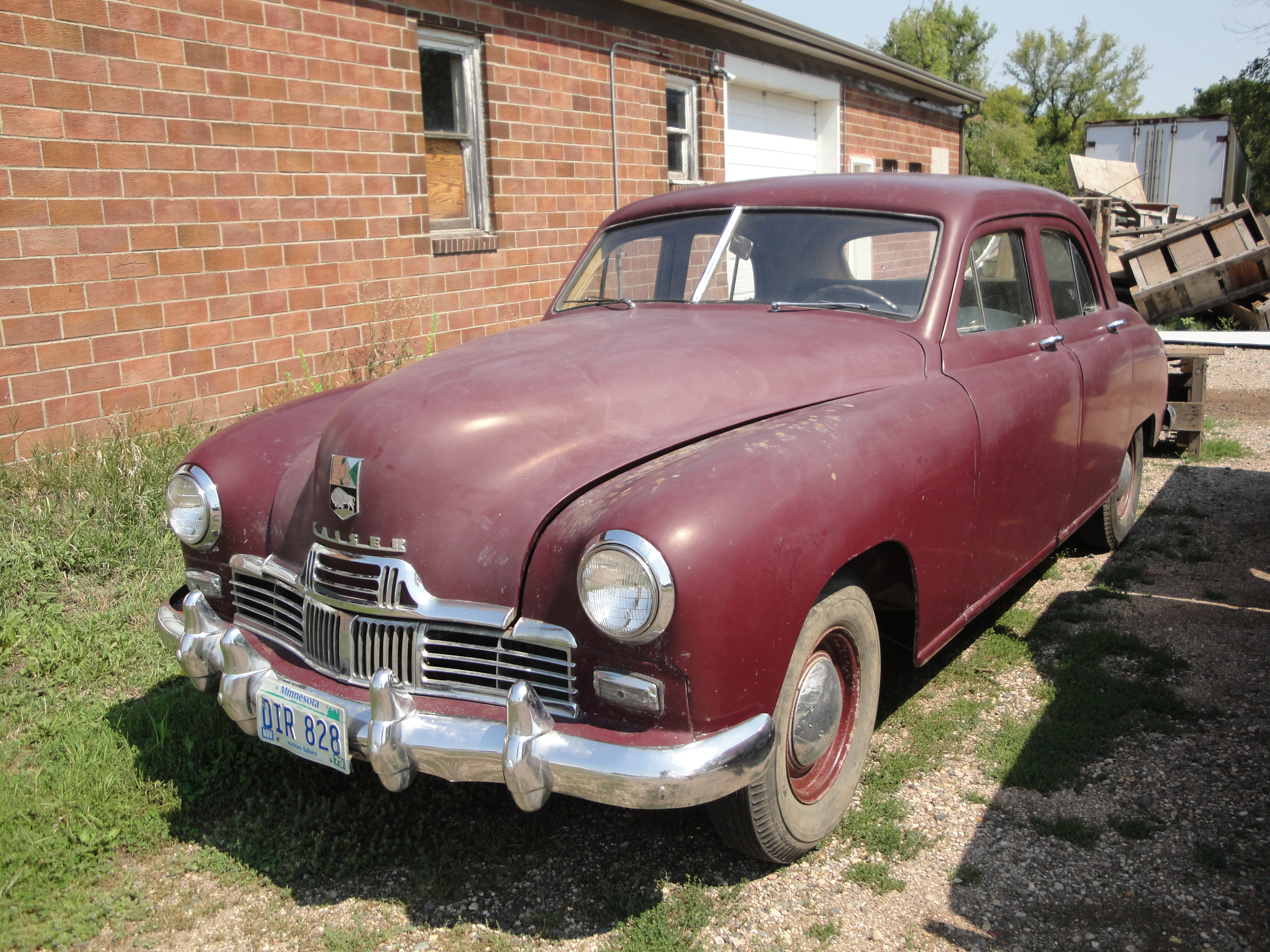
Kaiser моделей 1947-49 годов.

Первые модели компании были выпущены на взятом в долгосрочную аренду у Ford заводе в Уиллоу-Ран летом 1946 года (как модели 1947), став одними из первых в США послевоенных автомобилей. Это были передовые по своему дизайну, хотя и вполне традиционные технически, полноразмерные понтонные седаны (наряду с появившейся на месяц позже советской «Победой», одни из первых автомобилей с таким стайлингом) с рамным шасси и шестицилиндровыми нижнеклапанными моторами фирмы Continental. 

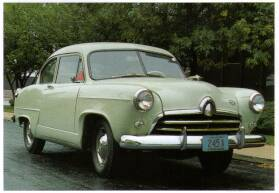
Allstate 1952 года

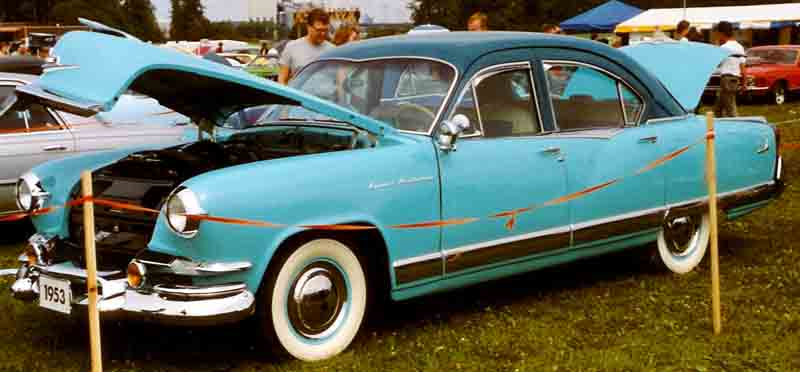
Kaiser Manhattan 1953 года

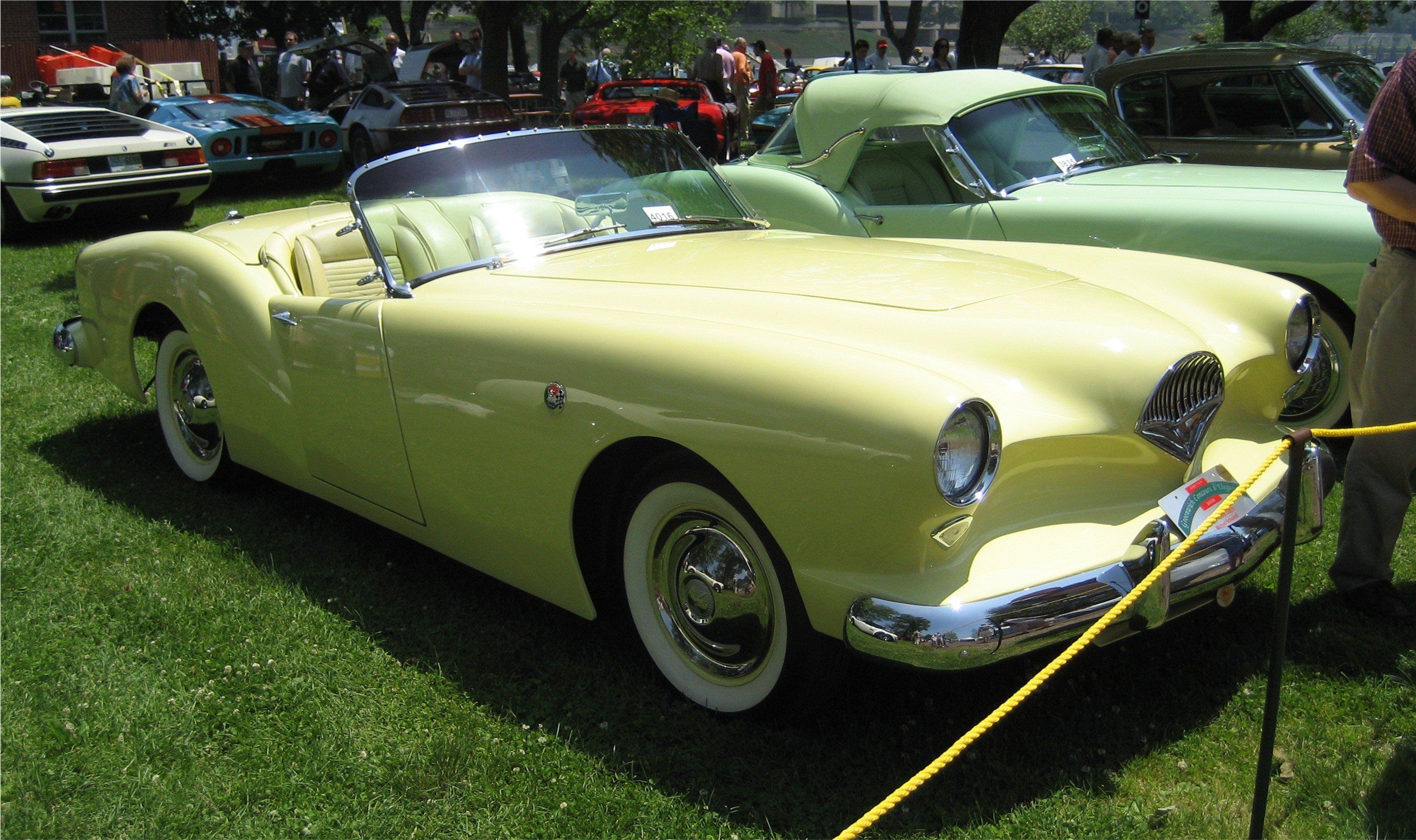
Kaiser Darrin 1954 года цвета «жёлтый сатин»

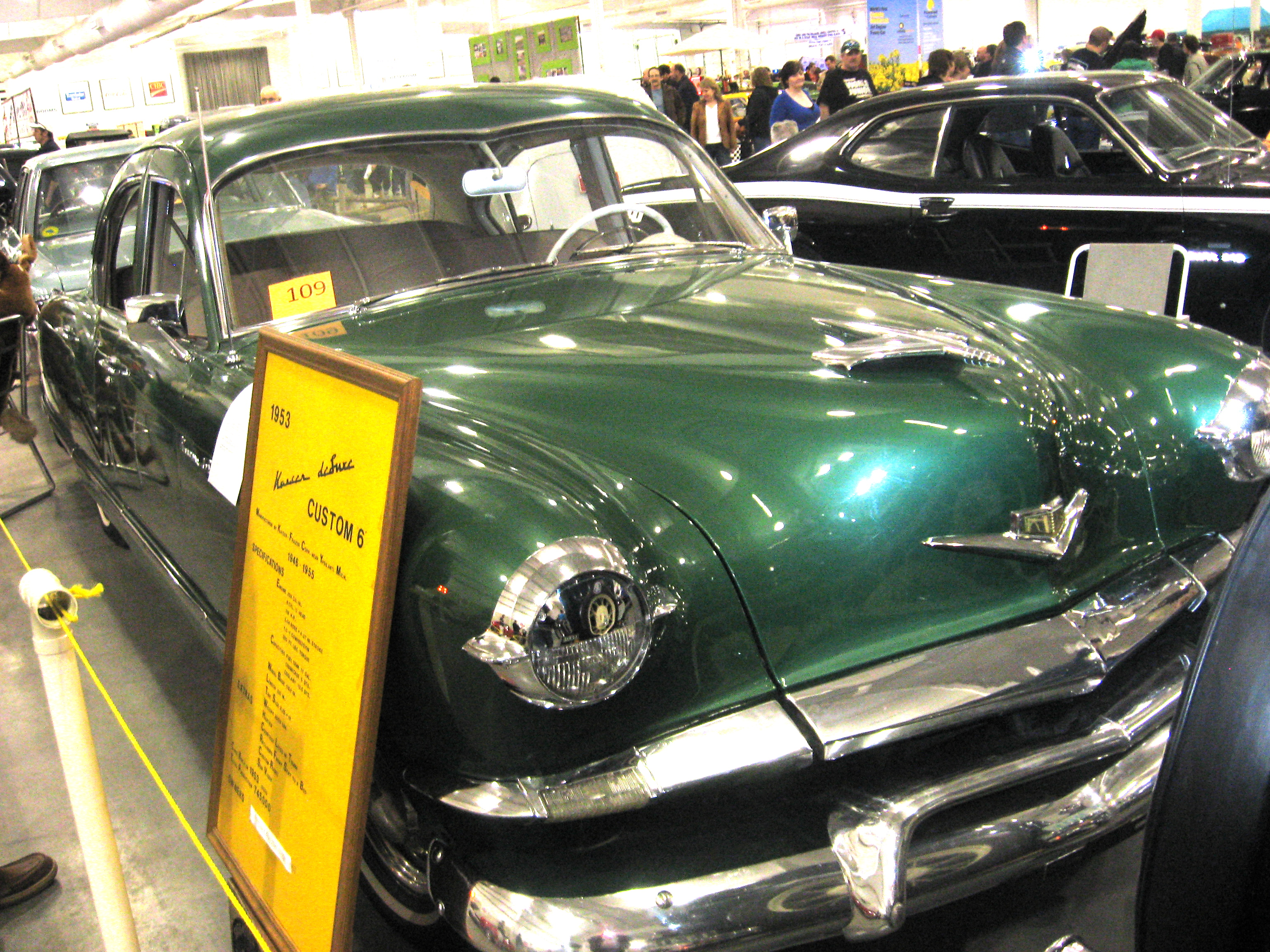
Kaiser Custom 6 1953 года

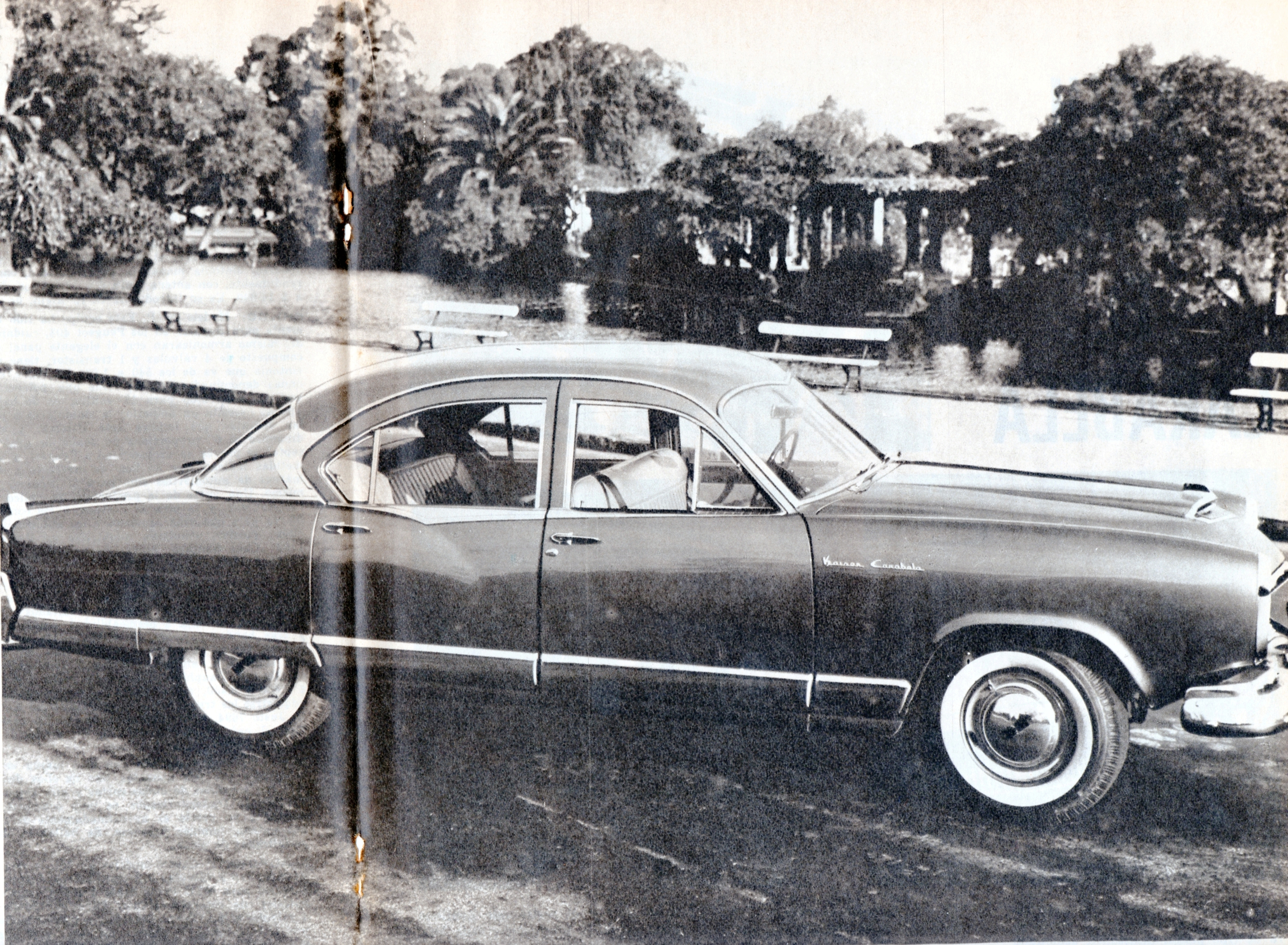
Kaiser Carabella 1962 года.

В 1948 году, после долгих споров с Генри Кайзером, Джозеф Фрейзер покидает пост президента компании. В апреле 1949 года президентом становится старший сын Кайзера — Эдгар. Марка Frazer прекращает выпускаться начиная с 1951 года. Джозеф Фрейзер, однако, остаётся в качестве консультанта по продажам и вице-председателем совета директоров Kaiser-Frazer до 1953 года. В 1953 году, на ежегодном совещании акционеров, принято решение сменить название корпорации на Kaiser Motors. Незадолго до этого, Kaiser-Frazer приобретает активы Willys-Overland, производителя Jeep и других утилитарных транспортных средств, а также нескольких легковых моделей. После завершения сделки название сменено на Willys Motors, Incorporated. В 1953 и конце 1954 года всё производство из Уиллоу-Ран закрывается либо перемещается на предприятия в Толидо, Огайо.
Полноразмерные модели компании славились высоким качеством, а начиная с модели 1951 года — ещё и имели весьма привлекательный дизайн, однако существенным их недостатком стали маломощные двигатели — шестицилиндровые нижнеклапанные производства сторонней фирмы Continental. При этом по цене топовый Kaiser Dragon модели 1952 года обгонял Cadillac Series 62, оснащавшийся исключительно верхнеклапанными V8, и вплотную приближался к ещё более мощному и роскошном Cadillac Deville. Не улучшил ситуацию даже предложенный в 1954 модельном году в качестве опционального оборудования приводной нагнетатель заводской установки.
Кроме того, Kaiser не имел в модельном ряду сверхпопулярных в те годы хардтопов — как, впрочем, и многих других типов кузова. В качестве некоего эрзаца универсала предлагался лифтбэк Kaiser Traveller с подъёмной дверью в задке, который не пользовался популярностью. Наконец, фирма постоянно производила больше автомобилей, чем была в состоянии продать — масштабы выпуска позволяли несколько снизить затраты; нераспроданные автомобили закончившегося модельного года приходилось снабжать отделкой от новой модели и предлагать с большой скидкой в качестве бюджетной модификации.
Наряду с полноразмерными автомобилями, в 1951—1953 годах Kaiser выпускал компактную модель Henry J, названную так в честь самого Генри Кайзера и снабжённую двигателем от джипа Willys, 4- или 6-цилиндровым. Henry J со слегка обновлённым дизайном также продавался через расположенные в универмагах «Сирс» филиалы Sears Auto Center в 1952 и 1953 годах под маркой Allstate. Однако прочной позиции на рынке эти автомобили не заняли. Несмотря на низкую розничную цену, производство их обходилось достаточно дорого, что делало его едва ли не убыточным. Кайзер считал, что сможет сделать хорошую прибыль за счёт больших объёмов выпуска, но на практике продавались автомобили разочаровывающе плохо: покупатели предпочитали маленьким и плохо оснащённым, хотя и очень экономичным, Henry J обычные полноразмерные автомобили в самой низкой комплектации, которые продавались за близкие деньги.
В итоге, в 1953 году их производство было прекращено из-за переноса производства в Толидо (там уже выпускался автомобиль того же класса — Willys Aero). По иронии судьбы, всего через одно десятилетие, после рецессии конца 50-х годов и начала массового импорта европейских автомобилей, компактные и экономичные модели займут видное место в производственной программе всех ведущих американских автомобилестроителей, став для них одним из главных источников прибыли, особенно после начала бензиновых кризисов 70-х годов. Так что можно сказать, что Henry J просто появился раньше своего срока. Некоторое количество Henry J было также собрано в Японии на заводах Mitsubishi, став первыми легковыми автомобилями, выпущенными в этой стране после войны.
В конце 1955 года управляющие компании Генри Кайзера использовали Kaiser Motors для создания промышленного холдинга, получившего название Kaiser Industries, в который была включён Willys Motors.
В США окончательное производство легковых автомобилей было свёрнуто в 1955 году. После прекращения производства легковых автомобилей в США, компания продолжает производство Jeep в Толидо, а выпуск легковых автомобилей был перенесён на предприятия Industrias Kaiser Argentina (IKA), где бывший Kaiser Manhattan стал Kaiser Carabella. Туда же позднее переносится и производство джипов из США.
В 1963 году компания меняет название на Kaiser Jeep. В 1969 году холдинг Kaiser Industries окончательно отказывается от производства Jeep и передаёт автозаводы American Motors (AMC) в 1970 году. В рамках сделки, Kaiser получил 22 % долю, которой впоследствии лишился. AMC также получила General Products Division (AM General), который работает и сегодня, выпуская High Mobility Multipurpose Wheeled Vehicle (сокращённо — Humvee или Hummer H1).

## Продукция
- Kaiser — включавший в себя седаны Deluxe, Carolina, Traveler, Dragon и Manhattan.
- Henry J — небольшой экономичный автомобиль, включавший в себя модели Corsair и Vagabond.
- Darrin — первый спортивный автомобиль из стекловолокна, выпущенный на месяц ранее аналогичного Corvette. Этот автомобиль имел уникальные «сдвижные» двери, вдвигавшиеся в передние крылья. Выпущено 435 автомобилей в 1954 модельном году.
- Willys — включавший Aero-Willys, а также Aero-Lark, Aero Ace и другие.
- Jeep — включали пикапы, CJ (civilian Jeep — гражданский джип), модели марок Wagoneer и Jeepster.
- Allstate — представлявший собой слегка модернизированный Henry J, продававшийся Sears-Roebuck. Изменения стиля были произведены дизайнером Алексом Тремулисом (Alex Tremulis), который ранее участвовал в разработке Tucker Sedan 1948 года.